# ビル・ブルーフォード
- ビル・ブラッフォード
- ビル・ブラフォード
- ビル・ブルフォード
- ビル・ブルーフォード

ビル・ブルーフォード（Bill Bruford、本名：William Scott Bruford、1949年5月17日 - ）は、イングランド出身のロック・ミュージシャン、ドラマー。
プログレッシブ・ロックを代表するイエス、キング・クリムゾン、ジェネシスという三大グループに在籍した。
ジャズ志向のロック・ドラマーの代表格で、ジャズ・ロック・バンド「ブルーフォード」やフュージョン・バンド「アースワークス」を率いた。ジャズに影響を受けた実験的なロックの分野であるカンタベリー系のゴングやナショナル・ヘルスとも数多くのセッションを重ねた実績を持つ。
ローリング・ストーン誌が選出した「歴史上最も偉大な100人のドラマー」で第16位。

## 名字の表記について
我が国では1970年代前半から熱狂的なファンが多く知名度が極めて高かったにもかかわらず、メディアを通じて定着した「ブラッフォード」という誤った表記が長年に渡って使用されてきた。これに対して、彼は以前から表記の修正を強く希望してきた。
最近、より原音に近い「ブルーフォード」が公認され、自伝Bill Bruford: The Autobiographyの日本語版『ビル・ブルーフォード自伝』（2012年）にも採用されたので、本記事はこれに準ずる。

## 略歴

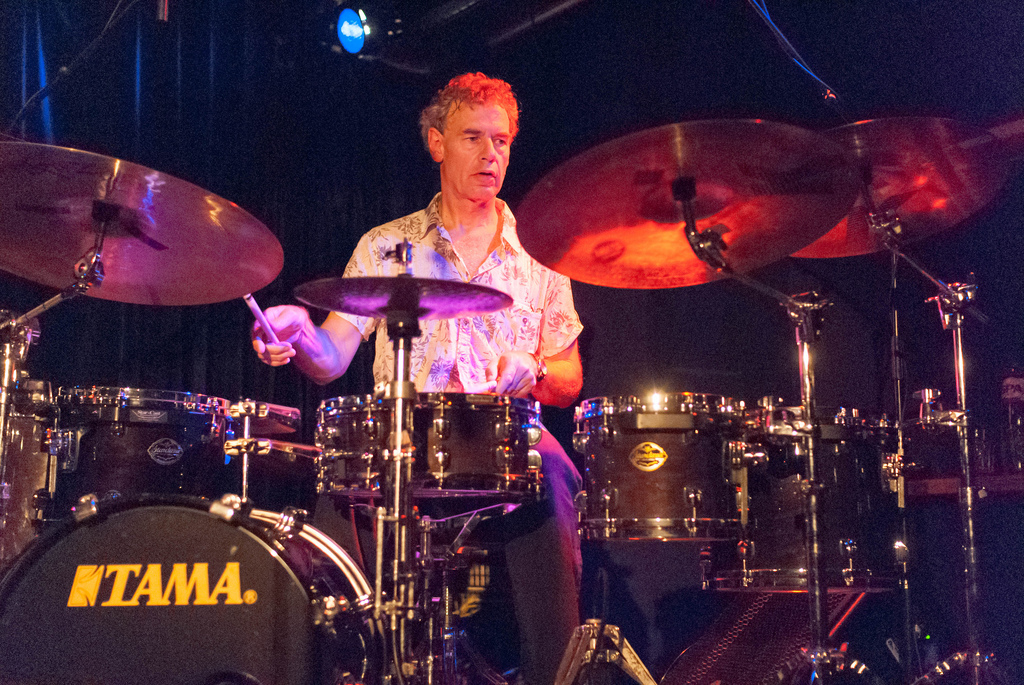
プレイ中のブルーフォード (2008年)

ジャズ好きの姉の影響で、幼少の頃からジャズに興味を持ち、子供の頃はLPレコードのジャケットをスネアドラムの代わりにしてブラシで叩いて、ジャズのレコードの演奏にリズムを合わせて遊んでいた。
15歳の時にバンドを組んでライブ活動を開始しているが、当時はドラムではなくベースを担当していた。
プロのドラマーとしての活動はイギリスのバンド、サヴォイ・ブラウンのツアーで始まる。しかしバンドはすぐに解体し、ギャラは支払われなかったので、本人はこれをプロのキャリアとしては認めていない。

### イエスに加入、メインストリームへ
音楽誌『メロディ・メイカー』にメンバー募集の広告を出していたジョン・アンダーソン、クリス・スクワイアと連絡を取り、イエスに迎えられることとなった。彼によると、イエスをジャズ・バンドだと思って加入したそうである。一度はイエスを抜けて大学に通うが、イエスに復帰し、デビュー・アルバム『イエス・ファースト・アルバム（Yes）』（1969年）を録音し、多くのライブ活動をイギリス各地で行なっている。
その後のイエスのアルバム『時間と言葉（Time And A Word）』（1970年）、『イエス・サード・アルバム（The Yes Album）』（1971年）、『こわれもの（Fragile）』（1972年）、『危機（Close To The Edge）』（1972年）でドラマーを務めた。この時期はイエスにとって、いわゆる「黄金時代」とされている時期であり、その中でビル・ブルーフォードはポリリズムを駆使した彼独特のプレイスタイルを存分に聴かせている。『危機』の発表後にイエスを脱退。

### キング・クリムゾンに加入 - ジャズ・ロックに傾倒

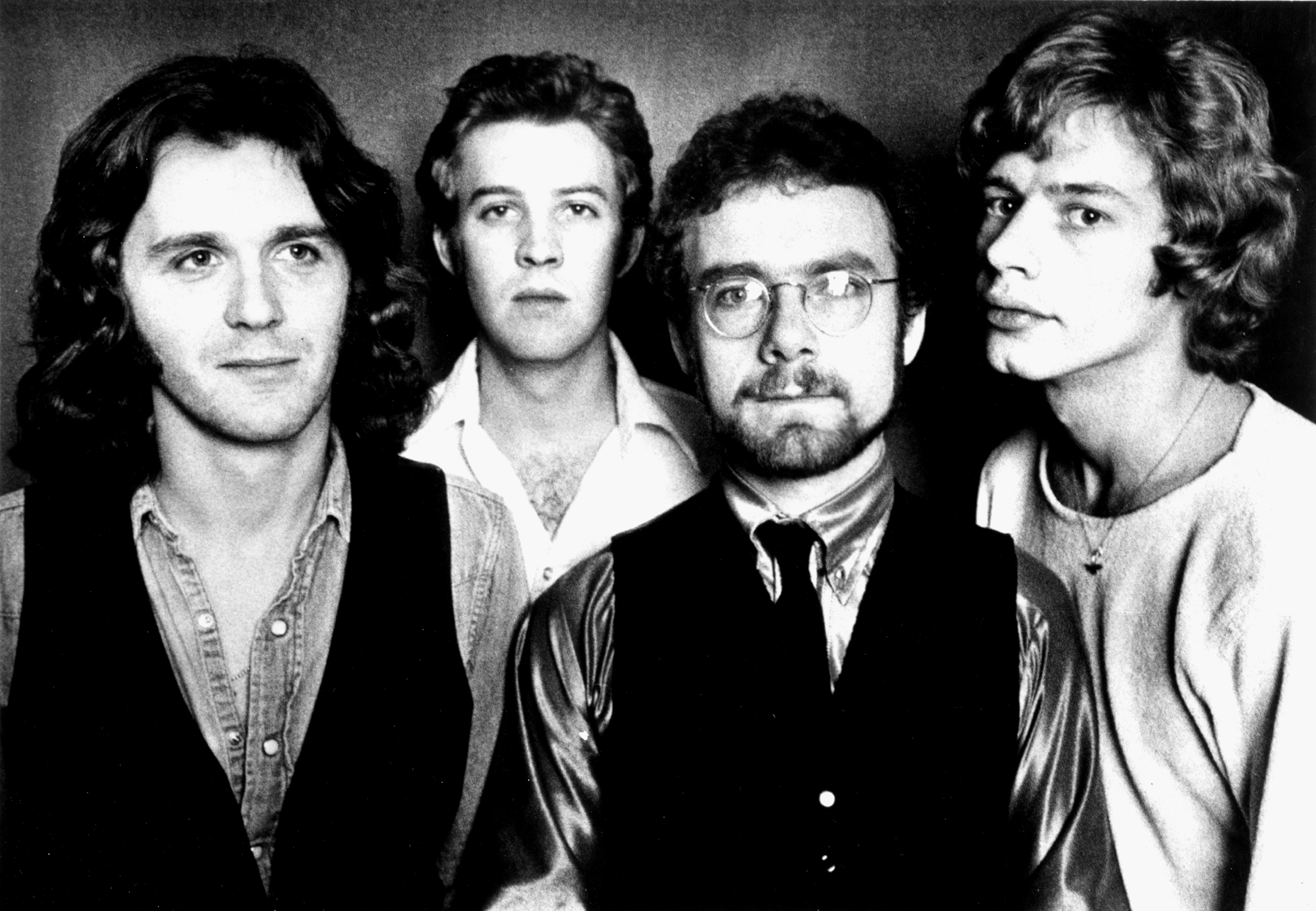
当時のキング・クリムゾン（左からウェットン、クロス、フリップ、ブルーフォード）

同年、ロバート・フリップ率いるキング・クリムゾンに加入。スタジオ・アルバムでは『太陽と戦慄（Larks' Tongues In Aspic）』（1973年）、『暗黒の世界（Starless And Bible Black）』（1974年）、『レッド（Red）』（1974年）に参加した。イエスでの構築美を追求した演奏とは対照的に激しい即興演奏の妙味を聴かせている。
1974年にキング・クリムゾンが解散した後は、カンタベリー・ロックの代表ナショナル・ヘルスやゴング、そしてフィル・コリンズの要請でジェネシスのツアー・メンバーなどのセッション活動を経て、初のソロ・アルバム『フィールズ・グッド・トゥ・ミー』を発表。当初ベースにはナショナル・ヘルスの同僚だったニール・マーレイを起用していたが、イメージに合わないとの理由からパトリック・モラーツの紹介でジェフ・バーリンを招聘した。
1978年、キング・クリムゾンの同僚だったジョン・ウェットン（ベース、ヴォーカル）、ソロ・アルバム制作時のメンバーだった元ニュー・トニー・ウィリアムス・ライフタイム、ソフト・マシーンのアラン・ホールズワース（ギター）、元カーヴド・エア、ロキシー・ミュージックのエディ・ジョブソン（キーボード、ヴァイオリン）とU.K.を結成。スーパーバンドの誕生として話題を集めたが彼はアルバム1枚でホールズワースと共にU.K.を脱退し、翌1979年にホールズワースや元ナショナル・ヘルスのデイヴ・スチュワートと共にブルーフォードを結成した。しかしホールズワースはアルバム『ワン・オヴ・ア・カインド』発表後のツアーが終わると脱退。メンバーは新しいギタリストのジョン・クラーク（John Clark）を迎えてアルバム『グラデュアリー・ゴーイング・トルネード』とライブ・アルバムを1枚発表するものの、経済的に行き詰まって1980年に活動を停止した。

### キング・クリムゾン再結成 - イエス再結成
1981年、フリップに誘われてキング・クリムゾンの再結成に参加。当時最先端の楽器だった電子ドラム「シモンズ」を使ったポリリズムを披露して話題を呼んだ。1984年、キング・クリムゾンが3枚のアルバムを発表後に再び解散すると、ジャズ・ロックの分野での活動にシフト。元イエスのパトリック・モラーツとのデュオは話題となり、渡辺貞夫がプロデュースするジャズ・イベントで日本公演を行った。
1986年にジャズ・バンドのアースワークスを結成。電子ドラムをジャズでも自在に操る奏者として名を馳せた。
これと並行して1989年には、実質的にイエスの再結成であるアンダーソン・ブルーフォード・ウェイクマン・ハウに参加し、1991年には正式にイエスメンバーが再集結したユニオンツアーに参加したが、終了後に再び脱退。
1994年、キング・クリムゾンが彼を含む1984年の解散時のメンバー4人に新メンバー2人が加わったダブル・トリオとして再結成された。彼はアコースティックドラムへの回帰を志向したが、フリップにもう一人のパーカッショ二ストであるパット・マステロットと同様にローランド製の電子ドラム「V-Drums」を使用するように求められ、意見の相違から1997年に衝突してキング・クリムゾンの活動休止を引き起こした。2000年、キング・クリムゾンは規模を4人編成に縮小して活動を再開し、彼は復帰しなかった。

### ソロ・プロジェクト
ブルーフォードはかつてプログレッシブ・ロックを代表する三大バンドに在籍し、ソロ・プロジェクトでもプログレッシブ・ロックのミュージシャンを多数起用して、彼抜きにプログレッシブ・ロックは語れないと言われるほどの存在感を示した。しかし1997年にキング・クリムゾンでの活動を終了させた後は、プログレッシブ・ロックに限らずロック・ミュージック自体から距離を置いた活動に重きを置いており、1998年にキング・クリムゾンの同僚だったトニー・レヴィンと結成したブルーフォード・レヴィン・アッパー・エクストリミティーズで活動した後、コンテンポラリー・ジャズのバンドとしてのアースワークスなど、自分を中心にしたプロジェクトのリーダーとして精力的に活動している。
また渡辺香津美の『スパイス・オブ・ライフ』と続編の『スパイス・オブ・ライフ2』のレコーディング及びツアーに、ジェフ・バーリンと共に参加し、バディ・リッチ・ビッグ・バンドのトリビュート企画に参加するなど、ジャズ・フュージョン分野での活動も行っている。
意外なところでは久石譲のアルバム『地上の楽園』、井上鑑のアルバム『TOKYO INSTALLATION』及び、井上がサウンドプロデュースを担当した杏里の『TROUBLE IN PARADISE』などのアルバムにも参加している。

### ライブ活動引退期間
2009年、還暦を迎えたことからライブ活動からの引退を表明。マネージメントを全て自分で行なう主義のため、負担が大きいライブ活動は還暦までと考えていたという。一方、レコーディングなどのスタジオ活動は継続する。
2012年、自伝の日本語版のプロモーションで来日。
2017年、ブルーフォード時代のキャリアを包括したボックスセットを発表。イエスのメンバーとしてロックの殿堂入りを果たした。

### 現役復帰

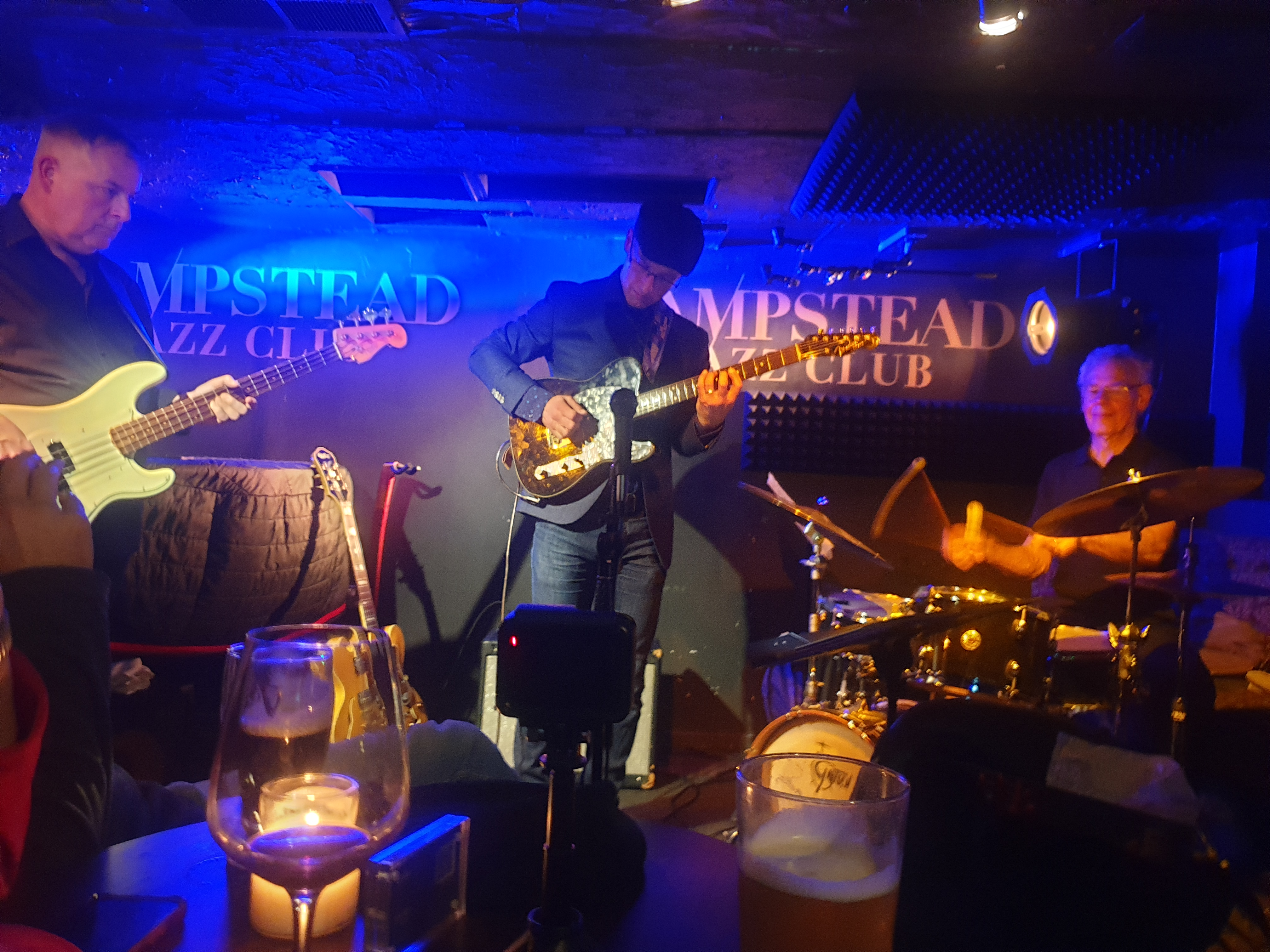
2024年当時のピート・ロス・トリオ（左からマイク・プラット、ピート・ロス、ブルーフォード）

2022年にジャズバンドのピート・ロス・トリオ（Pete Roth Trio）を結成し、2023年よりライブ活動を再開する。
現役復帰に関して「所有していたドラムセットは売り払っていたので、また一から揃えるのに苦労した」、かつての同僚達と共演の可能性については「在籍したイエスやキング・クリムゾンなど、過去の楽曲に回帰するグループに参加する意欲は無くなってしまった。1991年にリユニオンしたイエス時代の体験（アレルギー）が原因だろう」と答えている。
2024年、ファンのコンベンション出演のため12年振りに来日。翌2025年6月、ピート・ロス・トリオの公演で再来日。

## イエスに加入した時期について
2011年6月に彼がオフィシャル・サイトに掲載した情報によると、イエスは前身バンドのメイベル・グリアーズ・トイショップが改名して誕生したもので、初代のドラマーはメイベル・グリアーズ・トイショップのボブ・ハガー（Bob Hagger）だった。ジョン・アンダーソン、クリス・スクワイア、ピーター・バンクス、ハガーの4人が並んで寝そべっている写真も公開された。
2009年に発表された自伝には、『メロディ・メイカー』誌に掲載された広告がきっかけになってアンダーソンとスクワイアに出会い、1968年7月から9月の間いつも一緒にいたと記述されている。彼とイエスはロンドンのザ・ラッキー・ホースシューというコーヒー・バーの地下室でリハーサルを行った後、いくつかの小さなライブを行なって成果を出しつつあったが、彼はリーズ大学の学籍をどうするか悩んだ挙句、学業を選んで10月に離脱した。そこでイエスはトニー・オライリーをドラマーに迎えたが、あまりに酷い演奏だったため、ロイヤル・アルバート・ホールで行われたクリームの解散コンサートの前座での演奏に彼を招聘。彼はこれをきっかけにイエスに加入した。

## 機材

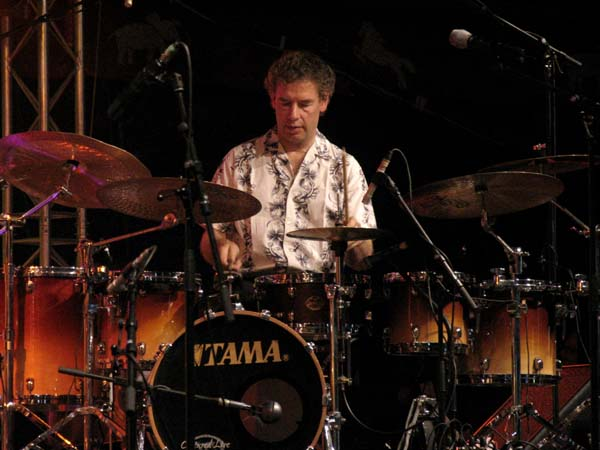
愛用の『TAMA』製ドラムセット (2004年)

彼のドラムセットは演奏するバンドやプロジェクトによって大きく異なる。ホームページではドラムセットの構成が時代別に図を用いて解説されている。彼は黄色を好んでいるらしく、ドラムのシェルを黄色で統一していた時期がある。
イエスでプロのミュージシャンとして活動を開始してからキング・クリムゾンに移籍するまでは、ごく一般的な構成のドラムセットを使用していた。ナショナル・ヘルスやジェネシスなどでセッション活動を行うようになった1977年頃からトムトムをREMO社のロート・トムに変更し、さらに左端にハイハットとクラッシュ、バスドラムの上に1つのトムトムと2つのロート・トム、右端にクラッシュとライド、最も手前にスネアとフロアトムを設置するという真上から見ると左右対称に見える特異なセッティングを採用した。
1981年からは1980年代に一世を風靡したシモンズ社の電子ドラムを使用し始める。しかし電子ドラムを全面的に採用した訳ではなく、スプラッシュやクラッシュ、ライドなどの金モノやバスドラム、スネア、ロート・トムやオクトバンなどの皮モノも併用している。ステージでは六角形の形状を生かして幾何学的に配置されたシモンズの電子ドラムを多数備え付けたドラムラックをアコースティック・ドラムセットの後ろに設置して、さながら要塞に籠って演奏しているかのような物々しい雰囲気を醸し出していた。彼はプロのミュージシャンとしてシモンズの電子ドラムを使用し始めた最初の人物のうちの一人であり、同社が業績悪化から倒産する直前の1998年まで使用し続けたため「シモンズの最初で最後の使用者」と呼ばれることがある。
1998年からは生ドラムながら、ハイハットをリモートケーブルを使用しスネアの前方、バスドラムの上に設置、トムトムをスネアと同じ高さにして左右対称に配置するという、1970年代とは異なる独特のセッティングを行っている。
シモンズの電子ドラムを使用し始めた時期からTAMA社の皮モノを愛用しており、同社からはシグネチャーモデルのスネアが販売されている。またドラムスティックメーカーのプロ・マーク社からもシグネチャーモデルが販売されている。

## ディスコグラフィ

### ソロ・連名作品
ブルーフォード (1977年–1980年)
- 『フィールズ・グッド・トゥ・ミー』 - Feels Good to Me (1977年) ※ソロ名義
- 『ワン・オヴ・ア・カインド』 - One of a Kind (1979年)
- 『ザ・ブルーフォード・テープス』 - The Bruford Tapes (1979年) ※ライブ・アルバム。旧邦題『ブラフォード・ライヴ』
- 『グラデュアリー・ゴーイング・トルネード』 - Gradually Going Tornado (1980年) ※旧邦題『トルネード』
- 『ロック・ゴーズ・トゥ・カレッジ』 - Rock Goes To College (2006年) ※ライブ・アルバム。同名DVDもある。
- 『シームズ・ライク・ア・ライフタイム・アゴー』 - Seems Like A Lifetime Ago (2017年) ※CD&DVDボックス

アースワークス (1986年-2009年)
- 『アースワークス』 - Earthworks (1987年)
- 『DIG?』 - Dig? (1989年)
- 『オール・ヘヴン・ブロウク・ルース』 - All Heaven Broke Loose (1991年)
- Stamping Ground: Bill Bruford's Earthworks Live (1994年) ※ライブ・アルバム
- 『ア・パート・アンド・イエット・アパート』 - A Part, and Yet Apart (1999年)
- 『サウンド・オブ・サプライズ』 - The Sound of Surprise (2001年)
- 『フットルース・イン・NYC』 - Footloose and Fancy Free (2002年) ※ライブ・アルバム。同名DVDもある。
- 『ランダム・アクツ・オブ・ハピネス』 - Random Acts of Happiness (2004年) ※ライブ・アルバム
- 『アースワークス・アンダーグラウンド・オーケストラ』 - Earthworks Underground Orchestra (2006年) ※ビル・ブラッフォード&ティム・ガーランド名義

モラーツ/ブルーフォード
- 『ミュージック・フォー・ピアノ・アンド・ドラムス』 - Music for Piano and Drums (1983年)
- 『フラッグス』 - Flags (1985年)
- 『イン・トーキョー』 - Live in Tokyo (2009) ※1985年7月4日 赤坂ラフォーレミュージアムでのライブ録音
- 『ミュージック・フォー・ピアノ・アンド・ドラムス・イン・メリーランド』 - Music for Piano and Drums: Live in Maryland (2012年) ※1984年のライブ

ジョン・アンダーソン/スティーヴ・ハウ/ビル・ブルーフォード/ロンドン・フィルハーモニー管弦楽団
- 『シンフォニック・イエス』 - Symphonic Music of Yes (1993年)

ブルーフォード・ウィズ・ラルフ・タウナー・アンド・エディ・ゴメス
- 『夏の幻影』 - If Summer Had Its Ghosts (1997年)

ブルーフォード・レヴィン・アッパー・エクストリミティーズ
- 『ブラッフォード・レヴィン・アッパー・エクストリミティーズ』 - Bruford Levin Upper Extremities (1998年)
- 『BLUEナイツ』 - B.L.U.E. Nights (2000年) ※ライブ・アルバム

ブルーフォード/ミケーレ・ボルストラップ
- 『エヴリィ・ステップ・ア・ダンス、エヴリィ・ワード・ア・ソング』 - Every Step a Dance, Every Word a Song (2004年)
- 『イン・コンサート-イン・オランダ』 - In Concert in Holland (2004年) ※ライブ・アルバム。同名DVDもある。
- In Two Minds (2007年)

### グループ
イエス (1968年-1972年、1990年-1992年)
- 『イエス・ファースト・アルバム』 - Yes (1969年)
- 『時間と言葉』 - Time and a Word (1970年)
- 『イエス・サード・アルバム』 - The Yes Album (1971年)
- 『こわれもの』 - Fragile (1972年)
- 『危機』 - Close to the Edge (1972年)
- 『イエスソングス』 - Yessongs (1973年) ※ライヴ・アルバム
- 『結晶』 - Union (1991年)
- 『BBCセッション1969〜1970 サムシングス・カミング』 - Something's Coming: The BBC Recordings 1969–1970 (1997年) ※ライヴ・アルバム
- 『ライヴ・イヤーズ』 - The Word Is Live (2005年) ※ライヴ・アルバム
- 『ユニオン・ツアー1991』 - Union Live (2011年) ※ライヴ・アルバム

キング・クリムゾン (1972年-1974年、1981年-1984年、1994年-1997年)
- 『太陽と戦慄』 - Larks' Tongues in Aspic (1973年)
- 『暗黒の世界』 - Starless and Bible Black (1974年)
- 『レッド』 - Red (1974年)
- 『USA』 - USA (1975年) ※ライヴ・アルバム
- 『ディシプリン』 - Discipline (1981年)
- 『ビート』 - Beat (1982年)
- 『スリー・オブ・ア・パーフェクト・ペアー』 - Three of a Perfect Pair (1984年)
- 『ヴルーム』 - VROOOM (1994年・EP)
- 『スラック』 - THRAK (1995年)
- 『B・ブーム - ライヴ・イン・アルゼンチン』 - B'Boom: Live in Argentina (1995年) ※ライヴ・アルバム
- 『スラックアタック』 - THRaKaTTaK (1996年) ※ライヴ・アルバム
- 『ザ・ナイトウォッチ -夜を支配した人々-』 - The Night Watch (1997年) ※ライヴ・アルバム
- 『アブセント・ラヴァーズ』 - Absent Lovers (1998年) ※ライヴ・アルバム
- 『ヴルーム・ヴルーム』 - VROOOM VROOOM (2001年) ※ライヴ・アルバム

ジェネシス (1975年-1976年) - ツアー・メンバー
- 『眩惑のスーパー・ライヴ』 - Seconds Out (1977年) ※ライヴ・アルバム、「ザ・シネマ・ショウ」のみ参加
- 『スリー・サイズ・ライヴ』 - Three Sides Live (1982年) ※ライヴ・アルバム、「イット〜ウォッチャー・オブ・ザ・スカイズ」のみ参加

U.K. (1977年-1978年)
- 『憂国の四士』 - U.K. (1978年)

アンダーソン・ブルーフォード・ウェイクマン・ハウ (1989年-1991年)
- 『閃光』 - Anderson Bruford Wakeman Howe (1989年)
- 『イエス・ミュージックの夜』 - An Evening of Yes Music Plus (1993年) ※ライヴ・アルバム

## 著書
- ビル・ブルーフォード『ビル・ブルーフォード自伝』池田聡子（翻訳）、日興企画、2012年10月。ISBN 978-4888776615。